# Bisbat de Tete
La diòcesi de Tete (portuguès: Diocese de Tete; llatí: Dioecesis Tetiensis) és una seu de l'Església Catòlica a Moçambic, sufragània de l'arquebisbat de Beira. Al 2012 tenia 274.501 batejats sobre 1.784.967 habitants. Actualment està regida pel bisbe Inácio Saure, I.M.C..

## Territori
La diòcesi comprèn tota la província de Tete, a Moçambic.
La seu episcopal és la ciutat de Tete, on es troba la catedral de catedral de São Tiago.
El territori s'estén sobre 62.557 km², i està dividida en 27 parròquies.

## Història
La diòcesi fou erigida el 6 de maig de 1962 amb la bolla Quae verba del papa Joan XXIII, prenent territori de la diòcesi de Beira (avui arxidiòcesi). Originariàment era sufragània de l'arxidiòcesi de Lourenço Marques (avui arquebisbat de Maputo).
El 4 de juny de 1984 entrà a formar part de la província eclesiàstica de l'arxidiòcesi de Beira.

## Cronolgloia dels bisbes
- Félix Niza Ribeiro † (20 desembre 1962 - 19 febrer 1972 nomenat bisbe de João Belo)
- Augusto César Alves Ferreira da Silva, C.M. (19 febrer 1972 - 31 maig 1976 dimitit)
- Paulo Mandlate, S.S.S. (31 maig 1976 - 18 abril 2009 retirat)
- Inácio Saure, I.M.C., des del 12 d'abril de 2011

## Estadístiques
A finals del 2014, la diòcesi tenia 274.501 batejats sobre una població de 1.784.967 persones, equivalent al 15,4% del total.
| any  | població | població  | població | sacerdots | sacerdots       | sacerdots       | sacerdots             | diaques | religiosos | religiosos | parròquies |
| ---- | -------- | --------- | -------- | --------- | --------------- | --------------- | --------------------- | ------- | ---------- | ---------- | ---------- |
| any  | batejats | total     | %        | total     | clergat secular | clergat regular | batejats por sacerdot | diaques | homes      | dones      |            |
| 1969 | 85.036   | 545.487   | 15,6     | 54        | 3               | 51              | 1.574                 |         | 79         | 72         | 17         |
| 1980 | 112.000  | 639.000   | 17,5     | 18        | 1               | 17              | 6.222                 |         | 25         | 48         | 26         |
| 1990 | 124.000  | 918.000   | 13,5     | 12        | 1               | 11              | 10.333                |         | 16         | 36         | 25         |
| 1999 | 237.460  | 1.200.000 | 19,8     | 25        | 7               | 18              | 9.498                 |         | 22         | 54         | 25         |
| 2000 | 237.500  | 1.200.000 | 19,8     | 24        | 7               | 17              | 9.895                 |         | 21         | 54         | 25         |
| 2001 | 238.000  | 1.210.000 | 19,7     | 21        | 6               | 15              | 11.333                |         | 19         | 45         | 25         |
| 2002 | 239.000  | 1.210.000 | 19,8     | 23        | 5               | 18              | 10.391                |         | 24         | 47         | 25         |
| 2003 | 240.000  | 1.210.000 | 19,8     | 23        | 4               | 19              | 10.434                |         | 21         | 52         | 25         |
| 2004 | 245.000  | 1.210.000 | 20,2     | 23        | 3               | 20              | 10.652                |         | 25         | 53         | 26         |
| 2010 | 267.492  | 1.593.258 | 16,8     | 36        | 5               | 31              | 7.430                 |         | 35         | 55         | 26         |
| 2014 | 274.501  | 1.784.967 | 15,4     | 33        | 7               | 26              | 8.318                 |         | 30         | 58         | 27         |